# Arcade Lines
Az Arcade Lines egyszemélyes, absztrakt táblás játék. A győzelemhez az összes azonos színű korongot el kell tüntetni a tábláról.

## Játék menet
A játék egy 9x9-es négyzetarányos táblán játszódik, különböző színű korongokkal. Ezeket a kell eltüntetni a tábláról, úgy, hogy öt azonos színű korongot csúsztatunk egymás mellé, függőlegesen vagy vízszintesen.
Minden egyes lépésnél három újabb korong jelenik meg, melyek az előző lépés előtt már láthatóak a tábla melletti kijelzőn. Néha megjelennek többszínű korongok is, melyeket bármelyik azonos színű sorozathoz be lehet helyettesíteni.
A játék akkor ér véget, ha eltűnt az összes korong a tábláról, illetve ha már annyi van, hogy nem lehet semerre mozgatni egy korongot sem. Ez utóbbi esetben a játékos vesztett, illetve csak az addig elért pontszámát kapja meg.